# Guido Faba
Guido Faba (ur. ok. 1190, zm. ok. 1250 w Bolonii) – włoski pisarz, twórca utworów języku włoskim i po łacinie. Zajmował się m.in. tworzeniem podręczników uczących komponowania listów. Zasłużył się próbami uszlachetniania języka ludowego (volgare) i adaptowania reguł języka łacińskiego do tworzonej w volgare prozy. 
Pochodził z Bolonii, tam też ukończył studia prawnicze. Był nauczycielem retoryki, notariuszem oraz (od 1223 roku) zakonnikiem. Jako duchowny służył w kaplicy San Michele di Mercato di Mezzo. W latach 1941–1942 prawdopodobnie nauczał retoryki w Sienie.
Jego dzieła to m.in. Arenge, Exordia, Summa dictaminis (ok. 1228),Dictamina rethorica (ok. 1226), Gemma purpurea oraz Parlamenta et epistole (ok. 1242).